# 진남체육관
진남체육관(鎭南體育館)은 대한민국 전라남도 여수시에 위치한 체육관이다. 여수시민의 체육 활동 증진을 위해서 1990년 12월 8일에 건립되었다.